# Dürnten
Dürnten é uma comuna da Suíça, no Cantão Zurique, com cerca de 6.118 habitantes. Estende-se por uma área de 10,19 km², de densidade populacional de 600 hab/km². Confina com as seguintes comunas: Bubikon, Hinwil, Rüti, Wald.
A língua oficial nesta comuna é o Alemão.